# Dražen Kutleša
Dražen Kutleša (Duvno, Iugoslávia, atual Tomislavgrad, Bósnia e Herzegovina 25 de setembro de 1968) é um clérigo católico romano e arcebispo de Zagreb.

## Vida
Dražen Kutleša frequentou a escola primária em Prisoje e depois o seminário menor e a escola secundária Rugjer Bošković em Dubrovnik. Após terminar o ensino médio em 1983, ele entrou no seminário em Sarajevo. Estudou filosofia e teologia católica no Vrhbosna Theological College. O Bispo de Mostar-Duvno, Pavao Žanić, doou-lhe o diaconato em 13 de março de 1993 em Bol e a ordenação sacerdotal em 29 de junho de 1993 em Prisoje.
Kutleša trabalhou primeiro como vigário paroquial na Catedral de Mostar e como professor de religião no Ginásio de Mostar. Em 1994, supervisionado por Ratko Perić, obteve o bacharelado em Teologia Católica com a tese "Od konstitucije 'Romanos Pontifices' (1881.) do dekreta 'Romanis Pontificibus' (1975.)". Em 1995, Dražen Kutleša foi enviado a Roma para continuar seus estudos, se formou em 1997 com o mestrado em direito canônico na Pontifícia Universidade Urbaniana, com a obra "I rapporti tra il Vescovo diocesano ei Religiosi nell'attività apostolica della Diocesi secondo il CIC (cân. 678-683)". Além disso, de 1996 a 1997 concluiu o curso de administração eclesiástica na Congregação para o Clero. Durante seus dias de estudante em Roma, ele viveu no Pontifício Colégio de São Pedro Apóstolo.
De 1998 a 2006, Dražen Kutleša foi vice-chanceler da diocese de Mostar-Duvno e administrador paroquial em Grude e, a partir de 2000, também secretário pessoal do bispo de Mostar-Duvno, Ratko Perić. Em 2001 defendeu seu doutorado em Direito Canônico na Pontifícia Universidade Urbaniana, com a obra Il triangolo: I frati francescani OFM, il vescovo diocesano e il clero diocesano nella diocesi di Mostar-Duvno dal 1881 al 1975 alla luce dei cinque più importanti documenti. Una ricerca storico-giuridica. De 2003 a 2006 lecionou Direito Canônico no Instituto Teológico de Mostar. Foi também membro do Conselho dos Sacerdotes e do Colégio dos Consultores. Ele também foi membro da Comissão de Justiça e Paz da Conferência Episcopal para a Bósnia e Herzegovina. A partir de 2006 Dražen Kutleša trabalhou na Congregação para os Bispos e a partir de 2011 também na Congregação para o Culto Divino e a Disciplina dos Sacramentos. Em 13 de maio de 2011, o Papa Bento XVI concedeu-lhe o título de capelão papal honorário.
Papa Bento XVI nomeou-o em 17 de outubro de 2011 bispo coadjutor de Poreč-Pula, depois que a disputa sobre o mosteiro de Dajla causou uma cisão entre a Santa Sé e o bispo de Poreč-Pula, Ivan Milovan. O Cardeal Prefeito da Congregação para os Bispos, Marc Ouellet PSS, conferiu- lhe a consagração episcopal em 10 de dezembro do mesmo ano na Basílica Eufrasiana de Poreč; os co-consagradores foram Ratko Perić, Bispo de Mostar-Duvno, e Ivan Milovan, Bispo de Poreč-Pula. Seu lema episcopal é U tebe se gospodine uzdam ("Em ti, Senhor, eu confio"). Com a renúncia de Ivan Milovan, Mons. Kutleša o sucedeu em 14 de junho de 2012 como Bispo de Poreč-Pula.
Em 11 de julho de 2020, o Papa Francisco o nomeou arcebispo coadjutor de Split-Makarska. Desde então, Kutleša também chefiou a diocese de Poreč-Pula durante como Administrador Apostólico sede vacante et ad nutum sanctae sedis. A inauguração ocorreu em 3 de setembro do mesmo ano. Dražen Kutleša tornou-se arcebispo de Split-Makarska em 13 de maio de 2022, sucedendo Marin Barišić, que renunciou por motivos de idade. O Papa Francisco também o nomeou em 13 de julho do mesmo ano como membro do Dicastério para os Bispos.
Em 14 de fevereiro de 2023, o Papa Francisco o nomeou Arcebispo Coadjutor de Zagreb e no mesmo dia nomeado administrador apostólico de Split-Makarska. Em 15 de abril de 2023, o Papa aceitou a renúncia do cardeal Josip Bozanić, e Kutleša imediatamente o sucedeu como arcebispo.
Na Conferência Episcopal Croata, Dražen Kutleša atuou, entre outras coisas, como Presidente da Comissão Jurídica e da Comissão para as Relações com o Estado. Ele também é membro do Conselho Permanente da Conferência Episcopal. É também Delegado Adjunto da Conferência Episcopal Croata junto à Comissão das Conferências Episcopais da Comunidade Europeia (COMECE). Ele é presidente da Conferência Episcopal Croata desde o outono de 2022.